# Ursus 902
Ursus 902 – ciężki ciągnik rolniczy produkcji zakładów Ursus w Warszawie.

## Historia modelu
Ciągnik C-902 to kolejny ciągnik z rodziny ciągników ciężkich, wersja rozwojowa od protoplasty C-385.